# Goderville

Goderville este o comună în departamentul Seine-Maritime, Franța. În 1 ianuarie 2022 avea o populație de 2.829 de locuitori.